# 苫小牧市民文化公園
苫小牧市民文化公園（とまこまいしみんぶんかこうえん）は、北海道苫小牧市にある公園。出光興産がネーミングライツ（命名権）を取得し、愛称が出光カルチャーパーク（いでみつカルチャーパーク）になった。

## 概要
1973年（昭和48年）に開基100年迎えた苫小牧市が「市民の森」構想を提唱し、北海道苫小牧工業高等学校跡地の用地買収を始めた。1979年（昭和54年）には建設省（当時）のカルチャーパーク構想が打ち出され、北海道内初のカルチャーパークとして1983年度（昭和58年度）から整備に着手し、1988年（昭和63年）に苫小牧市立図書館と苫小牧市サンガーデンが落成し、1993年（平成5年）に公園が完成した。苫小牧市サンガーデンはガラス張りの建物になっており、外観デザインは「大地に流れる水・波頭・輝く雪の結晶」、館内は水・緑・太陽のテーマに沿っている。毎年夏には『文化公園アートフェスティバル』を開催している。

## 施設
苫小牧市サンガーデン・苫小牧市立中央図書館
- 1階
  - サンガーデン：樹木展示場（庭園）、展示実習室、レストラン、事務室、書庫・倉庫
  - 中央図書館：一般閲覧室、児童閲覧室、対面朗読室、管理人室、休養室、第2書庫、スタッフルーム
- 2階
  - サンガーデン：温室
  - 中央図書館：参考図書室、郷土・行政資料室、資料室、コンピュータ室、閉架書庫（第1書庫）、マイクロフィルム室、事務室、館長室、自習室、研修室、会議室、投影室、講堂

苫小牧市美術博物館
- 苫小牧市埋蔵文化財調査センターを併設している。

池・噴水
多目的広場

## 彫刻
- 黒川晃彦「花の調べ」
- 田村史郎「大きいズボン」
- 西山昇「リスト少女」
- 笹戸千津子「少女座像」
- 浅井憲一「メロディ」

## 参考資料
- “苫小牧市図書館要覧” (PDF). 苫小牧市立中央図書館 (2015年). 2016年1月19日閲覧。